# Пало Алто (Калифорнија)
Пало Алто (енгл. Palo Alto) град је у америчкој савезној држави Калифорнија. Смештен је у северозападном делу округа Санта Клара, у Заливској области Сан Франциско. Граничи се са Источним Пало Алтом, Маунтин Вјуом, Лос Алтосом, Лос Алтос Хилсом, Станфордом, Портола Велијем и Менло Парком.
У Пало Алту се налази огранак Универзитета Станфорд, као и седишта бројних високо-технолошких предузећа из Силицијумске долине. По попису становништва из 2010. године у њему је живело 64.403 становника.

## Географија
Пало Алто се налази на надморској висини од 30 ft (9,1 m).

## Демографија
Према попису становништва из 2010. године у граду је живело 64.403 становника, што је 5.805 (9,9%) становника више него 2000. године.
|                   | 2010.           | 2000.           |
| Укупно            | 64 403 (100,0%) | 58 598 (100,0%) |
| Белци             | 39 052 (60,64%) | 42 682 (72,84%) |
| Азијати           | 17 461 (27,11%) | 10 090 (17,22%) |
| Хиспаноамериканци | 3 974 (6,171%)  | 2 722 (4,645%)  |
| Остали            | 2 719 (4,222%)  | 1 920 (3,277%)  |
| Афроамериканци    | 1 197 (1,859%)  | 1 184 (2,021%)  |

## Партнерски градови
- Алби
- Оахака
- Енсхеде
- Palo
- Цучијура
- Линћепинг
- Хајделберг

## Галерија
- Пало Алто ноћу
- Пало Алто дању
- Парк у Пало Алту
- Раскрсница у Пало Алту
- Језерце у Пало Алту